# Bouddhisme au Maroc
Le bouddhisme au Maroc est une petite minorité religieuse du royaume du Maroc. Les estimations quant au nombre de bouddhistes au Maroc varient de quelques dizaines à moins de 0,01% de la population (soit environ 3000 personnes). Le Pew Forum estime qu'environ 0,1% de la population marocaine est bouddhiste. 
La grande majorité de la communauté bouddhiste au Maroc est formée d'étrangers, originaires notamment de Chine, du Japon, du Vietnam, du Cambodge ou encore d'Indonésie. Il existe des lieux de culte bouddhistes à Rabat et Casablanca.

## Syncrétisme Zen-Islam
En 1977, l'Association Zen du Maroc fut fondée par le médecin et écrivain Claude Durix et son disciple Driss Badidi. En 1981, Taisen Deshimaru avait initié 6 marocain à la tradition Zen, dans un retrait qui avait rassemblé 200 personnes dans les environs de Marrakech. Le dojo zen de Casablanca a été créé en 1983 par Claude Durix, lui-même disciple de Deshimaru.
Ce dojo, aussi bien que l'association, sont aujourd'hui dirigés par Driss Badidi,.
Driss Badidi a rompu avec l'Association Zen internationale, et s'est distancié de la tradition bouddhiste en faveur d'une convergence entre le Zen et les traditions mystiques de l'Islam. Ce syncrétisme est possible grâce à une correspondence de concepts. Le sirr (le «secret» spirituel) est interprété en termes «d’énergie» ou de «flux spirituels». Allah devient «l’Être». La religiosité est reconfigurée comme «un chemin vers la connaissance de soi». Ce système de correspondances syncrétiques permet alors à Driss Badidi de voir dans le zen un moyen d’approfondir son identité arabo-musulmane,. 
Selon lui, environ 50 marocains ont initialement bénéficié de sa direction spirituelle. Durant les années 1990, ses techniques spirituelles ont progressivement pris un caractère plus local. Ces techniques ont pris racine non seulement au sein des cercles d’expatriés, mais aussi parmi la bourgeoisie marocaine, alors en pleine mutation sur les plans politique et religieux. Le nombre de disciple du dojo n'a pourtant jamais dépassé une dizaine à la fois. Driss Badidi adapte le zen en écartant ses éléments bouddhistes et japonais, privilégiant une approche épurée axée sur la posture, la respiration, la frugalité et l’universalité de la pratique,. Par example, il refuse de placer des statues de Bouddha dans son dojo et rejette toute iconographie à références japonaises. Badidi pratique le Zazen, forme de méditation assise issue du bouddhisme zen japonais, adaptée au contexte marocain, suivant l'école Soto-Zen, qui selon Badidi, est en harmonie avec la culture arabo-musulmane.
De manière similaire, Rachid Ben Rochd, ancien entrepreneur devenu écrivain après la faillite de son entreprise, pratique le zen et le yoga, qu’il combine avec les enseignements de la tariqa de Sidi Hamza.